# Kasteel Winssinger
Het Kasteel Winssinger is een kasteel in de Vlaams-Brabantse plaats Dilbeek, gelegen aan de Ninoofsesteenweg 500 en de Steenpoel 16-20.
Op de Ferrariskaarten (1771-1775) werd een buitenhuis afgebeeld. Het was toen eigendom van baron Philippe Fletté de Flettenfeld. In 1789 zou het kasteel zijn uitgebrand en daarna herbouwd. In 1883 werd het aangepast in eclectische stijl.
In 1906 werd het goed na diens dood verdeeld onder de vier kinderen van Léopold Winssinger. Omstreeks 1970 was het domein in verval geraakt. In de jaren ;80 van de 20e eeuw werden kasteel en park gerenoveerd.